# 柏林卡

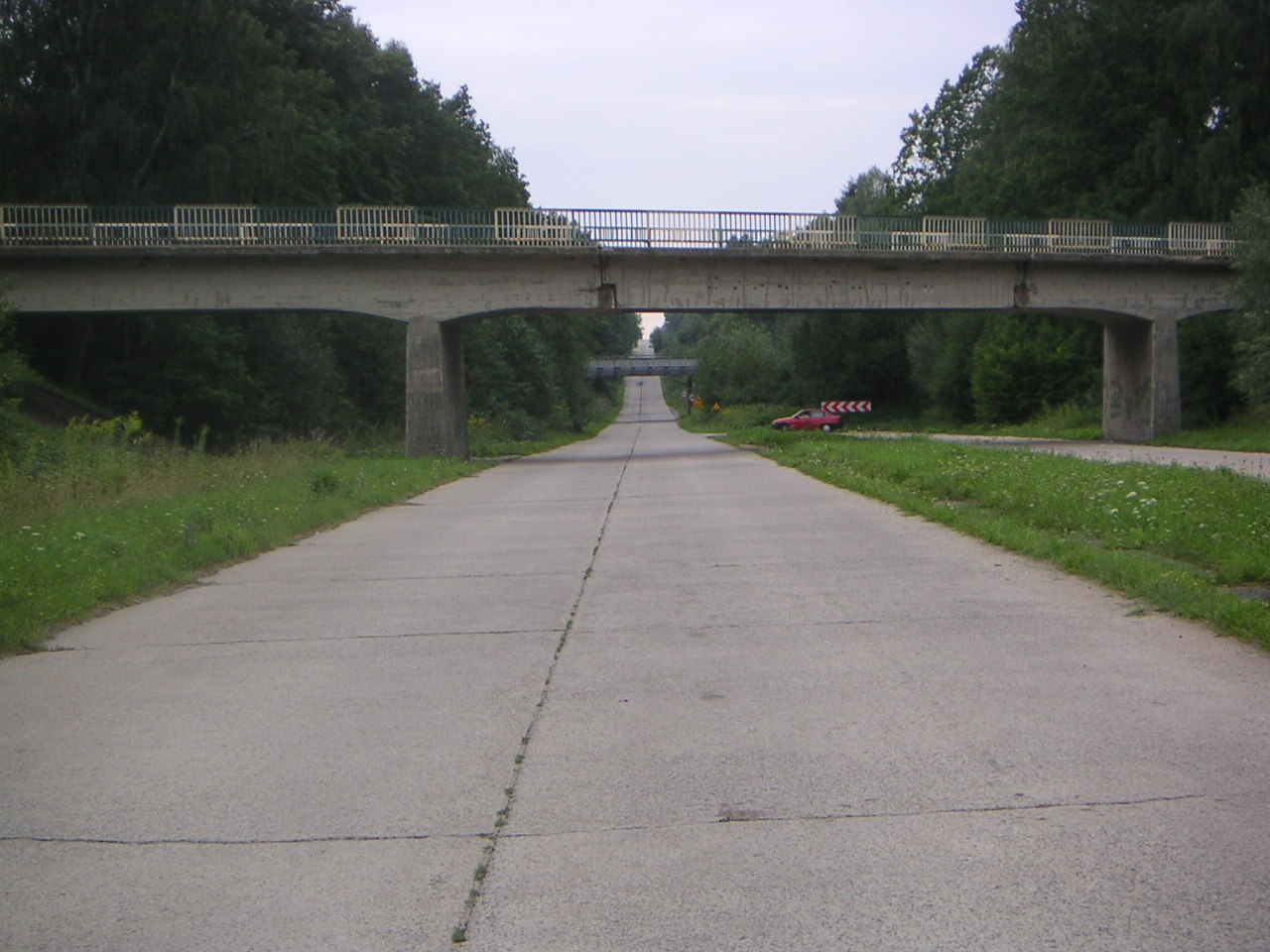
在波蘭，S22高速公路的一部份

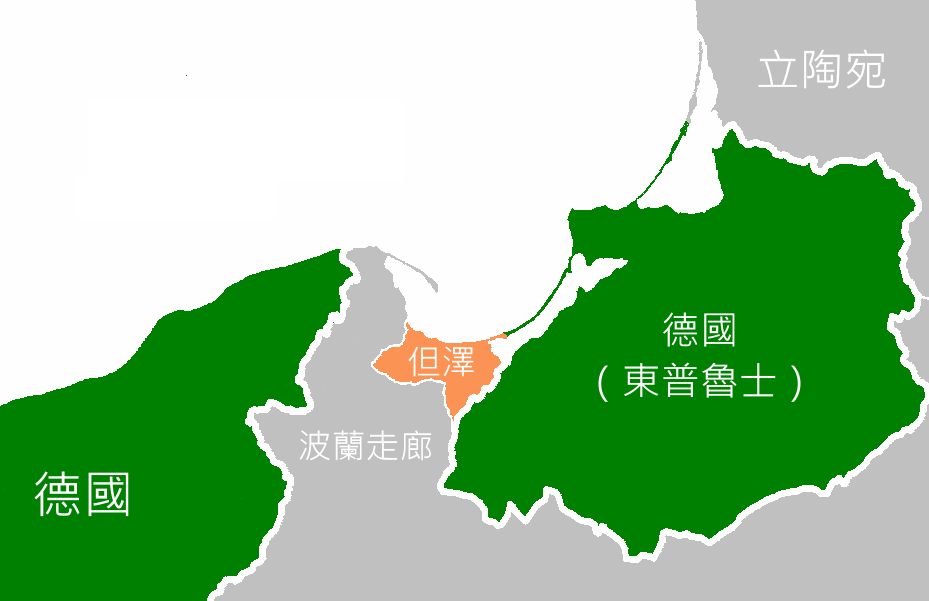
柏林卡跨越了战间期的波兰走廊。請看地圖： 1937，1944

柏林卡（波蘭語：Berlinka），一條連接柏林、什切青、加里寧格勒的東普魯士境內計劃中的公路。